# Лавровская волость (Себежский район)

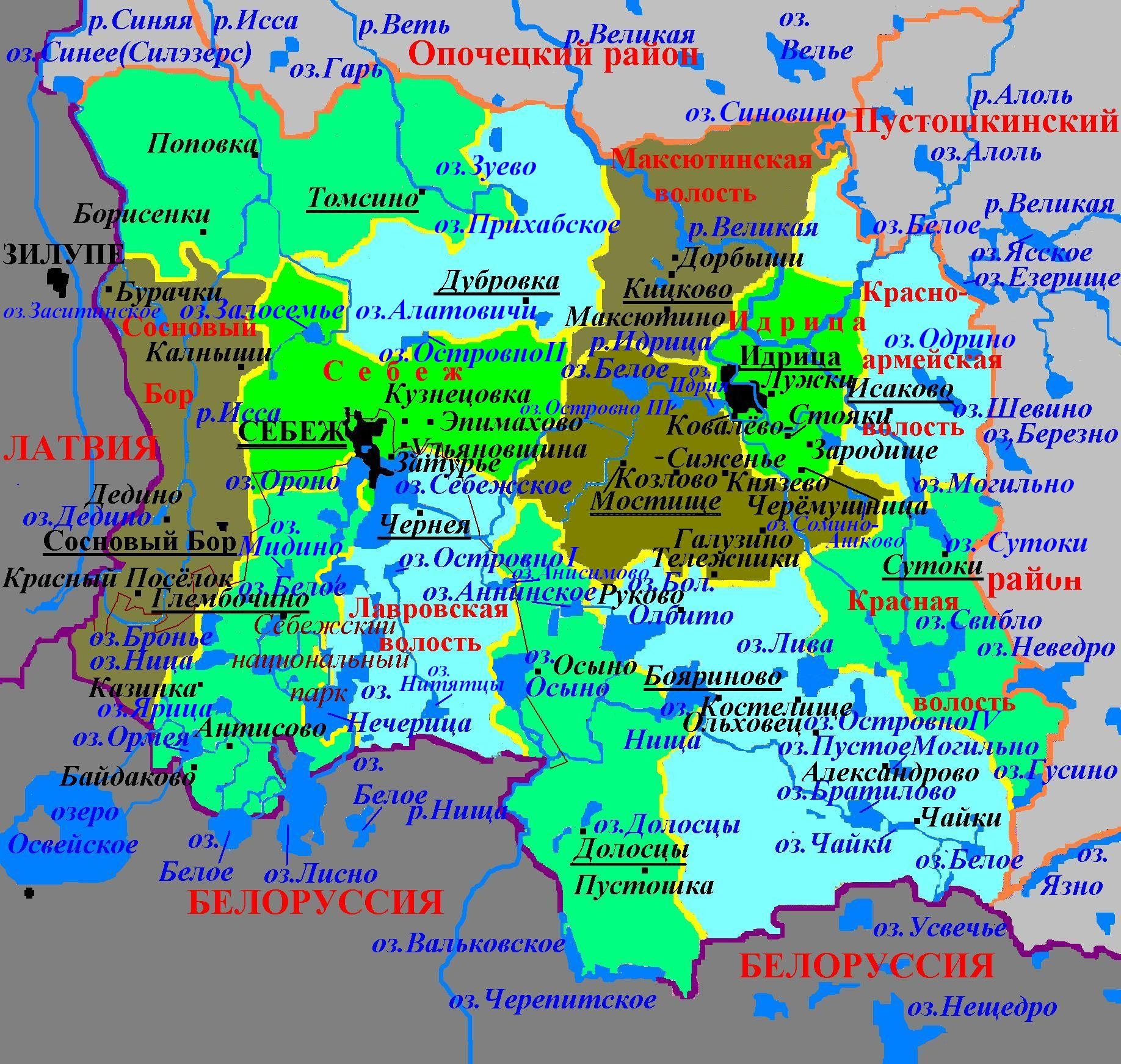
Административное деление Себежского района в 2006—2010 гг.

Лавровская волость — упразднённая административно-территориальная единица 3-го уровня и бывшее муниципальное образование со статусом сельского поселения в Себежском районе Псковской области России.
Административный центр — деревня Чернея.

## География
Территория волости граничила на западе с Глембочинской волостью, на севере — с городским поселением Себеж, на востоке — с Долосчанской волостью Себежского района, на юге — с Белоруссией.
На территории волости расположены озёра: Себежское озеро (15,8 км² (с островами 16,0 км²), глубиной до 18 м: погранично с городским поселением Себеж), Нечерица или Нечерецы (12,8 км², глубиной до 6 м), Белое (4,7 км², глубиной до 27 м), Нитятцы (1,2 км², глубиной до 4,3 м), Островно или Островно I у д. Черново (1,1 км², глубиной до 4,4 м), Озерявки (1,0 км², глубиной до 6,5 м) и др.
Почти вся территория волости входила в Себежский национальный парк.

## Населённые пункты
В состав Лавровской волости входило 14 деревень: Чернея, Белогурово, Бородулино, Волосня, Горбуны, Забелье, Капаново, Кузьмино, Прасни, Репшино, Рыболовка, Рудня, Селявы, Черново.

## Население
Численность населения Лавровской волости по переписи населения 2002 года составила 443 жителя.

## История
Постановлением Псковского областного Собрания депутатов от 26 января 1995 года все сельсоветы в Псковской области были переименованы в волости, в том числе Лавровский сельсовет был превращён в Лавровскую волость.
Законом Псковской области от 28 февраля 2005 года в границах волости было также создано муниципальное образование Лавровская волость со статусом сельского поселения с 1 января 2006 года в составе муниципального образования Себежский район со статусом муниципального района.
На референдуме 11 октября 2009 года было поддержано объединение ряда волостей Себежского района, в том числе Лавровской с соседними. Законом Псковской области от 3 июня 2010 года Лавровская волость была упразднена и путём объединения с Глембочинской, Долосчанской, Дубровской и Томсинской волостями к 1 июля 2010 года было образовано новое муниципальное образование «Себежское» со статусом сельского поселения и с административным центром в городе Себеж.